# بولا مارشال
بولا مارشال (بالإنجليزية: Paula Marshall)‏ هي ممثلة أمريكية، ولدت في 12 يونيو 1964 في الولايات المتحدة.

## أعمال

### أفلام
- (1992)  الجحيم على الأرض
- (2003) تشيبر باي ذا دزن[5]
- (2007) أنا أعرف من قتلني[6]
- (2015) الآباء والبنات[7][8]

### مسلسلات
- موردر
- رجلان ونصف
- فيرونيكا مارس
- هاوس

## وصلات خارجية
- بولا مارشال على موقع IMDb (الإنجليزية)
- بولا مارشال على موقع ألو سيني (الفرنسية)
- بولا مارشال على موقع أول موفي (الإنجليزية)
- بولا مارشال على موقع قاعدة بيانات الأفلام السويدية (السويدية)
- بولا مارشال على موقع إن إن دي بي (الإنجليزية)
- بولا مارشال على موقع قاعدة بيانات الفيلم (الإنجليزية)
- بولا مارشال على موقع كينوبويسك (الروسية)